# 8mm
8mm — рок-гурт з Лос-Анджелеса, Каліфорнія. 8 мм була розпочата Шоном Бивеном (який раніше працював з такими гуртами, як Мерілін Менсон, Nine Inch Nails і God Lives Underwater), і його дружиною Джульєттою Бивен. 8 мм гастролював на міжнародному рівні в таких країнах, як Велика Британія та Чилі, а також у США і в деяких частинах Канади. Вони випустили два альбоми. Їх дебютний, відповідною назвою Opener, вийшов самостійно. Їх другий, Songs to Love and Die By, вийшов на Curb Appeal Records.
8 мм був показаний в популярному телевізійному шоу One Tree Hill двічі зі своїми піснями «No Way Back» і «Forever and Ever Amen». Останній був показаний в епізоді «Songs to Love and Die By», під назвою після їхнього другого альбому. Вони також переробили версію Карлі Саймона «Nobody Does It Better», який був використаний у фільмі Mr. & Mrs. Smith. Їх пісня «Liar» була показана в Анатомії Грея і на фіналі сезону Dirt. MTV використовував трек «Give It Up» на його хіт шоу Road Rules and «Never Enough» для попереднього перегляду у майбутньому епізоді The Real World: Sydney. Крім того, «Forever and Ever Amen» був використаний для другого епізоду CBS's Moonlight.

## Дискографія
| Дата випуску | Назва                                  | Тип | Запис етикетки      |
| ------------ | -------------------------------------- | --- | ------------------- |
| 2004         | Opener                                 | EP  | -                   |
| 2006         | Songs to Love and Die By               | LP  | Curb Appeal Records |
| 2008         | On a Silent Night (The Christmas EP)   | LP  | ChelseaGirl Records |
| 2010         | Love and the Apocalypse                | EP  | ChelseaGirl Records |
| 2012         | Between the Devil and Two Black Hearts | LP  | ChelseaGirl Records |